# 100 meter häck för damer i friidrott vid olympiska sommarspelen 2000
100 meter häck för damer vid olympiska sommarspelen 2000 i Sydney avgjordes 25-27 september. 

## Medaljörer
| Gren           | Guld                      | Guld  | Silver               | Silver | Brons                | Brons |
| 100 meter häck | Olga Sjisjigina Kazakstan | 12,65 | Glory Alozie Nigeria | 12,68  | Melissa Morrison USA | 12,76 |

## Resultat
- Q innebär avancemang utifrån placering i heatet.
- q innebär avancemang utifrån total placering.
- DNS innebär att personen inte startade.
- DNF innebär att personen inte fullföljde.
- DQ innebär diskvalificering.
- NR innebär nationellt rekord.
- OR innebär olympiskt rekord.
- WR innebär världsrekord.
- WJR innebär världsrekord för juniorer
- AR innebär världsdelsrekord (area record)
- PB innebär personligt rekord.
- SB innebär säsongsbästa.
- w innebär medvind > 2,0 m/s

### Försöksheat

#### Omgång 1
| Heat 1 av 5 Datum: Måndagen den 25 september 2000 | Heat 1 av 5 Datum: Måndagen den 25 september 2000 | Heat 1 av 5 Datum: Måndagen den 25 september 2000 | Heat 1 av 5 Datum: Måndagen den 25 september 2000 | Heat 1 av 5 Datum: Måndagen den 25 september 2000 | Heat 1 av 5 Datum: Måndagen den 25 september 2000 | Heat 1 av 5 Datum: Måndagen den 25 september 2000 | Heat 1 av 5 Datum: Måndagen den 25 september 2000 | Heat 1 av 5 Datum: Måndagen den 25 september 2000 |
| Placering                                         | Placering                                         | Idrottare                                         | Nation                                            | Bana                                              | Reaktion                                          | Tid                                               | Kval.                                             | Rekord                                            |
| Heat                                              | Totalt                                            | Idrottare                                         | Nation                                            | Bana                                              | Reaktion                                          | Tid                                               | Kval.                                             | Rekord                                            |
| ------------------------------------------------- | ------------------------------------------------- | ------------------------------------------------- | ------------------------------------------------- | ------------------------------------------------- | ------------------------------------------------- | ------------------------------------------------- | ------------------------------------------------- | ------------------------------------------------- |
| 1                                                 | 6                                                 | Delloreen Ennis-London                            | Jamaica                                           | 8                                                 | 0,146 s                                           | 12,88 s                                           | Q                                                 |                                                   |
| 2                                                 | 7                                                 | Linda Ferga                                       | Frankrike                                         | 6                                                 | 0.237 s                                           | 12.89 s                                           | Q                                                 |                                                   |
| 3                                                 | 12T                                               | Svetlana Lauchova                                 | Ryssland                                          | 7                                                 | 0.184 s                                           | 12.98 s                                           | Q                                                 |                                                   |
| 4                                                 | 15                                                | Svetla Dimitrova                                  | Bulgarien                                         | 4                                                 | 0.208 s                                           | 13.00 s                                           | Q                                                 |                                                   |
| 5                                                 | 28                                                | Deborah Edwards                                   | Australien                                        | 3                                                 | 0.175 s                                           | 13.24 s                                           |                                                   |                                                   |
| 6                                                 | 29                                                | Nadija Bodrova                                    | Ukraina                                           | 2                                                 | 0.201 s                                           | 13.25 s                                           |                                                   |                                                   |
| 7                                                 | 30T                                               | Manuela Bosco                                     | Finland                                           | 5                                                 | 0.162 s                                           | 13.51 s                                           |                                                   |                                                   |

| Heat 2 av 5 Datum: Måndagen den 25 september 2000 | Heat 2 av 5 Datum: Måndagen den 25 september 2000 | Heat 2 av 5 Datum: Måndagen den 25 september 2000 | Heat 2 av 5 Datum: Måndagen den 25 september 2000 | Heat 2 av 5 Datum: Måndagen den 25 september 2000 | Heat 2 av 5 Datum: Måndagen den 25 september 2000 | Heat 2 av 5 Datum: Måndagen den 25 september 2000 | Heat 2 av 5 Datum: Måndagen den 25 september 2000 | Heat 2 av 5 Datum: Måndagen den 25 september 2000 |
| Placering                                         | Placering                                         | Idrottare                                         | Nation                                            | Bana                                              | Reaktion                                          | Tid                                               | Kval.                                             | Rekord                                            |
| Heat                                              | Totalt                                            | Idrottare                                         | Nation                                            | Bana                                              | Reaktion                                          | Tid                                               | Kval.                                             | Rekord                                            |
| ------------------------------------------------- | ------------------------------------------------- | ------------------------------------------------- | ------------------------------------------------- | ------------------------------------------------- | ------------------------------------------------- | ------------------------------------------------- | ------------------------------------------------- | ------------------------------------------------- |
| 1                                                 | 4                                                 | Katie Anderson                                    | Kanada                                            | 2                                                 | 0,149 s                                           | 12,82 s                                           | Q                                                 | SB                                                |
| 2                                                 | 10                                                | Sharon Couch                                      | USA                                               | 3                                                 | 0.164 s                                           | 12.92 s                                           | Q                                                 |                                                   |
| 3                                                 | 14                                                | Michelle Freeman                                  | Jamaica                                           | 7                                                 | 0.200 s                                           | 12.99 s                                           | Q                                                 |                                                   |
| 4                                                 | 16                                                | Angela Atede                                      | Nigeria                                           | 1                                                 | 0.172 s                                           | 13.09 s                                           | Q                                                 | SB                                                |
| 5                                                 | 20T                                               | Yvonne Kanazawa                                   | Japan                                             | 6                                                 | 0.192 s                                           | 13.13 s                                           | q                                                 |                                                   |
| 6                                                 | 22T                                               | Olena Krasovska                                   | Ukraina                                           | 4                                                 | 0.236 s                                           | 13.15 s                                           | q                                                 |                                                   |
| 7                                                 | 35                                                | Maria Joelle Conjungo                             | Centralafrikanska republiken                      | 5                                                 | 0.179 s                                           | 13.95 s                                           |                                                   |                                                   |
| 8                                                 | 38                                                | Veronica de Paoli                                 | Argentina                                         | 8                                                 |                                                   | 14.61 s                                           |                                                   |                                                   |

| Heat 3 av 5 Datum: Måndagen den 25 september 2000 | Heat 3 av 5 Datum: Måndagen den 25 september 2000 | Heat 3 av 5 Datum: Måndagen den 25 september 2000 | Heat 3 av 5 Datum: Måndagen den 25 september 2000 | Heat 3 av 5 Datum: Måndagen den 25 september 2000 | Heat 3 av 5 Datum: Måndagen den 25 september 2000 | Heat 3 av 5 Datum: Måndagen den 25 september 2000 | Heat 3 av 5 Datum: Måndagen den 25 september 2000 | Heat 3 av 5 Datum: Måndagen den 25 september 2000 |
| Placering                                         | Placering                                         | Idrottare                                         | Nation                                            | Bana                                              | Reaktion                                          | Tid                                               | Kval.                                             | Rekord                                            |
| Heat                                              | Totalt                                            | Idrottare                                         | Nation                                            | Bana                                              | Reaktion                                          | Tid                                               | Kval.                                             | Rekord                                            |
| ------------------------------------------------- | ------------------------------------------------- | ------------------------------------------------- | ------------------------------------------------- | ------------------------------------------------- | ------------------------------------------------- | ------------------------------------------------- | ------------------------------------------------- | ------------------------------------------------- |
| 1                                                 | 3                                                 | Olga Sjisjigina                                   | Kazakstan                                         | 6                                                 | 0,203 s                                           | 12,81 s                                           | Q                                                 |                                                   |
| 2                                                 | 9                                                 | Melissa Morrison                                  | USA                                               | 1                                                 | 0.205 s                                           | 12.91 s                                           | Q                                                 |                                                   |
| 3                                                 | 22T                                               | Natalja Sjechodanova                              | Ryssland                                          | 3                                                 | 0.198 s                                           | 13.15 s                                           | Q                                                 |                                                   |
| 4                                                 | 24                                                | Trecia Roberts                                    | Thailand                                          | 7                                                 | 0.196 s                                           | 13.16 s                                           | Q                                                 |                                                   |
| 5                                                 | 26                                                | Feng Yun                                          | Kina                                              | 4                                                 | 0.258 s                                           | 13.19 s                                           |                                                   |                                                   |
| 6                                                 | 32                                                | Vu Bich Huong                                     | Vietnam                                           | 5                                                 | 0.217 s                                           | 13.61 s                                           |                                                   |                                                   |
| 7                                                 | 34                                                | Rosa Rakotozafy                                   | Madagaskar                                        | 2                                                 | 0.211 s                                           | 13.89 s                                           |                                                   |                                                   |
| 8                                                 | 37                                                | Ana Siulolo Liku                                  | Tonga                                             | 8                                                 | 0.196 s                                           | 14.58 s                                           |                                                   |                                                   |

| Heat 4 av 5 Datum: Måndagen den 25 september 2000 | Heat 4 av 5 Datum: Måndagen den 25 september 2000 | Heat 4 av 5 Datum: Måndagen den 25 september 2000 | Heat 4 av 5 Datum: Måndagen den 25 september 2000 | Heat 4 av 5 Datum: Måndagen den 25 september 2000 | Heat 4 av 5 Datum: Måndagen den 25 september 2000 | Heat 4 av 5 Datum: Måndagen den 25 september 2000 | Heat 4 av 5 Datum: Måndagen den 25 september 2000 | Heat 4 av 5 Datum: Måndagen den 25 september 2000 |
| Placering                                         | Placering                                         | Idrottare                                         | Nation                                            | Bana                                              | Reaktion                                          | Tid                                               | Kval.                                             | Rekord                                            |
| Heat                                              | Totalt                                            | Idrottare                                         | Nation                                            | Bana                                              | Reaktion                                          | Tid                                               | Kval.                                             | Rekord                                            |
| ------------------------------------------------- | ------------------------------------------------- | ------------------------------------------------- | ------------------------------------------------- | ------------------------------------------------- | ------------------------------------------------- | ------------------------------------------------- | ------------------------------------------------- | ------------------------------------------------- |
| 1                                                 | 5                                                 | Glory Alozie                                      | Nigeria                                           | 2                                                 | 0,197 s                                           | 12,84 s                                           | Q                                                 |                                                   |
| 2                                                 | 8                                                 | Nicole Ramalalanirina                             | Frankrike                                         | 6                                                 | 0.189 s                                           | 12.90 s                                           | Q                                                 |                                                   |
| 3                                                 | 11                                                | Aliuska López                                     | Kuba                                              | 1                                                 | 0.179 s                                           | 12.7 s                                            | Q                                                 |                                                   |
| 4                                                 | 12T                                               | Julija Graudin                                    | Ryssland                                          | 4                                                 | 0.170 s                                           | 12.98 s                                           | Q                                                 |                                                   |
| 5                                                 | 18T                                               | Diane Allahgreen                                  | Storbritannien                                    | 8                                                 | 0.151 s                                           | 13.11 s                                           | q                                                 | SB                                                |
| 6                                                 | 27                                                | Perdita Felicien                                  | Kanada                                            | 5                                                 | 0.177 s                                           | 13.21 s                                           |                                                   |                                                   |
| 7                                                 | 33                                                | Anita Trumpe                                      | Lettland                                          | 3                                                 | 0.178 s                                           | 13.77 s                                           |                                                   |                                                   |
| 8                                                 | 36                                                | Naide Gomes                                       | São Tomé och Príncipe                             | 7                                                 | 0.195 s                                           | 14.43 s                                           |                                                   |                                                   |

| Heat 5 av 5 Datum: Måndagen den 25 september 2000 | Heat 5 av 5 Datum: Måndagen den 25 september 2000 | Heat 5 av 5 Datum: Måndagen den 25 september 2000 | Heat 5 av 5 Datum: Måndagen den 25 september 2000 | Heat 5 av 5 Datum: Måndagen den 25 september 2000 | Heat 5 av 5 Datum: Måndagen den 25 september 2000 | Heat 5 av 5 Datum: Måndagen den 25 september 2000 | Heat 5 av 5 Datum: Måndagen den 25 september 2000 | Heat 5 av 5 Datum: Måndagen den 25 september 2000 |
| Placering                                         | Placering                                         | Idrottare                                         | Nation                                            | Bana                                              | Reaktion                                          | Tid                                               | Kval.                                             | Rekord                                            |
| Heat                                              | Totalt                                            | Idrottare                                         | Nation                                            | Bana                                              | Reaktion                                          | Tid                                               | Kval.                                             | Rekord                                            |
| ------------------------------------------------- | ------------------------------------------------- | ------------------------------------------------- | ------------------------------------------------- | ------------------------------------------------- | ------------------------------------------------- | ------------------------------------------------- | ------------------------------------------------- | ------------------------------------------------- |
| 1                                                 | 1                                                 | Gail Devers                                       | USA                                               | 3                                                 | 0,179 s                                           | 12,62 s                                           | Q                                                 |                                                   |
| 2                                                 | 2                                                 | Brigitte Foster                                   | Jamaica                                           | 6                                                 | 0.196 s                                           | 12.75 s                                           | Q                                                 |                                                   |
| 3                                                 | 17                                                | Sriyani Kulawansa Fonseka                         | Sri Lanka                                         | 7                                                 | 0.183 s                                           | 13.10 s                                           | Q                                                 | SB                                                |
| 4                                                 | 18T                                               | Patricia Girard                                   | Frankrike                                         | 4                                                 | 0.190 s                                           | 13.11 s                                           | Q                                                 |                                                   |
| 5                                                 | 20T                                               | Nadine Faustin                                    | Haiti                                             | 8                                                 | 0.179 s                                           | 13.13 s                                           | q                                                 |                                                   |
| 6                                                 | 25                                                | Majja Sjemtjisjena                                | Ukraina                                           | 5                                                 | 0.164 s                                           | 13.18 s                                           |                                                   |                                                   |
| 7                                                 | 30T                                               | Hannah Cooper                                     | Liberia                                           | 2                                                 | 0.181 s                                           | 13.51 s                                           |                                                   |                                                   |

##### Omgång 1 - Totalt
| Omgång 1 Totala resultat | Omgång 1 Totala resultat  | Omgång 1 Totala resultat     | Omgång 1 Totala resultat | Omgång 1 Totala resultat | Omgång 1 Totala resultat | Omgång 1 Totala resultat | Omgång 1 Totala resultat | Omgång 1 Totala resultat | Omgång 1 Totala resultat |
| Placering                | Idrottare                 | Nation                       | Heat                     | Bana                     | Placering                | Tid                      | Kval.                    | Rekord                   |                          |
| ------------------------ | ------------------------- | ---------------------------- | ------------------------ | ------------------------ | ------------------------ | ------------------------ | ------------------------ | ------------------------ | ------------------------ |
| 1                        | Gail Devers               | USA                          | 5                        | 3                        | 1                        | 12,62 s                  | Q                        |                          |                          |
| 2                        | Brigitte Foster           | Jamaica                      | 5                        | 6                        | 2                        | 12,75 s                  | Q                        | PB                       |                          |
| 3                        | Olga Sjisjigina           | Kazakstan                    | 3                        | 6                        | 1                        | 12,81 s                  | Q                        |                          |                          |
| 4                        | Katie Anderson            | Kanada                       | 2                        | 2                        | 1                        | 12.82 s                  | Q                        | SB                       |                          |
| 5                        | Glory Alozie              | Nigeria                      | 4                        | 2                        | 1                        | 12.84 s                  | Q                        |                          |                          |
| 6                        | Delloreen Ennis-London    | Jamaica                      | 1                        | 8                        | 1                        | 12.88 s                  | Q                        |                          |                          |
| 7                        | Linda Ferga               | Frankrike                    | 1                        | 6                        | 2                        | 12.89 s                  | Q                        |                          |                          |
| 8                        | Nicole Ramalalanirina     | Frankrike                    | 4                        | 6                        | 2                        | 12.90 s                  | Q                        |                          |                          |
| 9                        | Melissa Morrison          | USA                          | 3                        | 1                        | 2                        | 12.91 s                  | Q                        |                          |                          |
| 10                       | Sharon Couch              | USA                          | 2                        | 3                        | 2                        | 12.92 s                  | Q                        |                          |                          |
| 11                       | Aliuska López             | Kuba                         | 4                        | 1                        | 3                        | 12.97 s                  | Q                        |                          |                          |
| 12                       | Julija Graudin            | Ryssland                     | 4                        | 4                        | 3                        | 12.98 s                  | Q                        |                          |                          |
| 12                       | Svetlana Lauchova         | Ryssland                     | 1                        | 7                        | 3                        | 12.98 s                  | Q                        |                          |                          |
| 14                       | Michelle Freeman          | Jamaica                      | 2                        | 7                        | 3                        | 12.99 s                  | Q                        |                          |                          |
| 15                       | Svetla Dimitrova          | Bulgarien                    | 1                        | 4                        | 4                        | 13.00 s                  | Q                        |                          |                          |
| 16                       | Angela Atede              | Nigeria                      | 2                        | 1                        | 4                        | 13.09 s                  | Q                        | SB                       |                          |
| 17                       | Sriyani Kulawansa Fonseka | Sri Lanka                    | 5                        | 7                        | 3                        | 13.10 s                  | Q                        |                          |                          |
| 18                       | Patricia Girard           | Frankrike                    | 5                        | 4                        | 4                        | 13.11 s                  | Q                        |                          |                          |
| 18                       | Diane Allahgreen          | Storbritannien               | 4                        | 8                        | 5                        | 13.11 s                  | q                        | SB                       |                          |
| 20                       | Nadine Faustin            | Haiti                        | 5                        | 8                        | 5                        | 13.13 s                  | q                        |                          |                          |
| 20                       | Yvonne Kanazawa           | Japan                        | 2                        | 6                        | 5                        | 13.13 s                  | q                        |                          |                          |
| 22                       | Natalja Sjechodanova      | Ryssland                     | 3                        | 3                        | 3                        | 13.15 s                  | Q                        |                          |                          |
| 22                       | Olena Krasovska           | Ukraina                      | 2                        | 4                        | 6                        | 13.15 s                  | q                        |                          |                          |
| 24                       | Trecia Roberts            | Thailand                     | 3                        | 7                        | 4                        | 13.16 s                  | Q                        |                          |                          |
| 25                       | Majja Sjemtjisjena        | Ukraina                      | 5                        | 5                        | 6                        | 13.18 s                  |                          |                          |                          |
| 26                       | Feng Yun                  | Kina                         | 3                        | 4                        | 5                        | 13.19 s                  |                          |                          |                          |
| 27                       | Perdita Felicien          | Kanada                       | 4                        | 5                        | 6                        | 13.21 s                  |                          |                          |                          |
| 28                       | Deborah Edwards           | Australien                   | 1                        | 3                        | 5                        | 13.24 s                  |                          |                          |                          |
| 29                       | Nadija Bodrova            | Ukraina                      | 1                        | 2                        | 6                        | 13.25 s                  |                          |                          |                          |
| 30                       | Manuela Bosco             | Finland                      | 1                        | 5                        | 7                        | 13.51 s                  |                          |                          |                          |
| 30                       | Hannah Cooper             | Liberia                      | 5                        | 2                        | 7                        | 13.51 s                  |                          |                          |                          |
| 32                       | Vu Bich Huong             | Vietnam                      | 3                        | 5                        | 6                        | 13.61 s                  |                          |                          |                          |
| 33                       | Anita Trumpe              | Lettland                     | 4                        | 3                        | 7                        | 13.77 s                  |                          |                          |                          |
| 34                       | Rosa Rakotozafy           | Madagaskar                   | 3                        | 2                        | 7                        | 13.80 s                  |                          |                          |                          |
| 35                       | Maria Joelle Conjungo     | Centralafrikanska republiken | 2                        | 5                        | 7                        | 13.95 s                  |                          |                          |                          |
| 36                       | Naide Gomes               | São Tomé och Príncipe        | 4                        | 7                        | 8                        | 14.43 s                  |                          |                          |                          |
| 37                       | Ana Siulolo Liku          | Tonga                        | 3                        | 8                        | 8                        | 14.58 s                  |                          |                          |                          |
| 38                       | Veronica de Paoli         | Argentina                    | 2                        | 8                        | 8                        | 14.61 s                  |                          |                          |                          |

#### Omgång 2
| Heat 1 av 3 Datum: Måndagen den 25 september 2000 | Heat 1 av 3 Datum: Måndagen den 25 september 2000 | Heat 1 av 3 Datum: Måndagen den 25 september 2000 | Heat 1 av 3 Datum: Måndagen den 25 september 2000 | Heat 1 av 3 Datum: Måndagen den 25 september 2000 | Heat 1 av 3 Datum: Måndagen den 25 september 2000 | Heat 1 av 3 Datum: Måndagen den 25 september 2000 | Heat 1 av 3 Datum: Måndagen den 25 september 2000 | Heat 1 av 3 Datum: Måndagen den 25 september 2000 |
| Placering                                         | Placering                                         | Idrottare                                         | Nation                                            | Bana                                              | Reaktion                                          | Tid                                               | Kval.                                             | Rekord                                            |
| Heat                                              | Totalt                                            | Idrottare                                         | Nation                                            | Bana                                              | Reaktion                                          | Tid                                               | Kval.                                             | Rekord                                            |
| ------------------------------------------------- | ------------------------------------------------- | ------------------------------------------------- | ------------------------------------------------- | ------------------------------------------------- | ------------------------------------------------- | ------------------------------------------------- | ------------------------------------------------- | ------------------------------------------------- |
| 1                                                 | 2                                                 | Melissa Morrison                                  | USA                                               | 3                                                 | 0,169 s                                           | 12,76 s                                           | Q                                                 |                                                   |
| 2                                                 | 7                                                 | Glory Alozie                                      | Nigeria                                           | 6                                                 | 0.261 s                                           | 12.84 s                                           | Q                                                 |                                                   |
| 3                                                 | 10                                                | Aliuska López                                     | Kuba                                              | 4                                                 | 0.157 s                                           | 12.92 s                                           | Q                                                 |                                                   |
| 4                                                 | 11T                                               | Natalja Sjechodanova                              | Ryssland                                          | 7                                                 | 0.203 s                                           | 12.96 s                                           | Q                                                 |                                                   |
| 5                                                 | 20                                                | Nadine Faustin                                    | Haiti                                             | 1                                                 | 0.182 s                                           | 13.25 s                                           |                                                   |                                                   |
| 6                                                 | 21                                                | Patricia Girard                                   | Frankrike                                         | 8                                                 | 0.181 s                                           | 13.43 s                                           |                                                   |                                                   |
|                                                   |                                                   | Katie Anderson                                    | Kanada                                            | 5                                                 | 0.141 s                                           | DNF                                               |                                                   |                                                   |

| Heat 2 av 3 Datum: Måndagen den 25 september 2000 | Heat 2 av 3 Datum: Måndagen den 25 september 2000 | Heat 2 av 3 Datum: Måndagen den 25 september 2000 | Heat 2 av 3 Datum: Måndagen den 25 september 2000 | Heat 2 av 3 Datum: Måndagen den 25 september 2000 | Heat 2 av 3 Datum: Måndagen den 25 september 2000 | Heat 2 av 3 Datum: Måndagen den 25 september 2000 | Heat 2 av 3 Datum: Måndagen den 25 september 2000 | Heat 2 av 3 Datum: Måndagen den 25 september 2000 |
| Placering                                         | Placering                                         | Idrottare                                         | Nation                                            | Bana                                              | Reaktion                                          | Tid                                               | Kval.                                             | Rekord                                            |
| Heat                                              | Totalt                                            | Idrottare                                         | Nation                                            | Bana                                              | Reaktion                                          | Tid                                               | Kval.                                             | Rekord                                            |
| ------------------------------------------------- | ------------------------------------------------- | ------------------------------------------------- | ------------------------------------------------- | ------------------------------------------------- | ------------------------------------------------- | ------------------------------------------------- | ------------------------------------------------- | ------------------------------------------------- |
| 1                                                 | 1                                                 | Olga Sjisjigina                                   | Kazakstan                                         | 4                                                 | 0,248 s                                           | 12,66 s                                           | Q                                                 |                                                   |
| 2                                                 | 4                                                 | Sharon Couch                                      | USA                                               | 5                                                 | 0.152 s                                           | 12.78 s                                           | Q                                                 |                                                   |
| 3                                                 | 5                                                 | Nicole Ramalalanirina                             | Frankrike                                         | 3                                                 | 0.157 s                                           | 12.79 s                                           | Q                                                 |                                                   |
| 4                                                 | 6                                                 | Delloreen Ennis-London                            | Jamaica                                           | 6                                                 | 0.185 s                                           | 12.80 s                                           | Q                                                 |                                                   |
| 5                                                 | 11T                                               | Trecia Roberts                                    | Thailand                                          | 1                                                 | 0.201 s                                           | 12.96 s                                           | q                                                 | SB                                                |
| 6                                                 | 16T                                               | Yvonne Kanazawa                                   | Japan                                             | 2                                                 | 0.184 s                                           | 13.11 s                                           | q                                                 |                                                   |
| 7                                                 | 18                                                | Sriyani Kulawansa Fonseka                         | Sri Lanka                                         | 7                                                 | 0.179 s                                           | 13.19 S                                           |                                                   |                                                   |
|                                                   |                                                   | Julija Graudin                                    | Ryssland                                          | 8                                                 | 0.149 s                                           | DNF                                               |                                                   |                                                   |

| Heat 3 av 3 Datum: Måndagen den 25 september 2000 | Heat 3 av 3 Datum: Måndagen den 25 september 2000 | Heat 3 av 3 Datum: Måndagen den 25 september 2000 | Heat 3 av 3 Datum: Måndagen den 25 september 2000 | Heat 3 av 3 Datum: Måndagen den 25 september 2000 | Heat 3 av 3 Datum: Måndagen den 25 september 2000 | Heat 3 av 3 Datum: Måndagen den 25 september 2000 | Heat 3 av 3 Datum: Måndagen den 25 september 2000 | Heat 3 av 3 Datum: Måndagen den 25 september 2000 |
| Placering                                         | Placering                                         | Idrottare                                         | Nation                                            | Bana                                              | Reaktion                                          | Tid                                               | Kval.                                             | Rekord                                            |
| Heat                                              | Totalt                                            | Idrottare                                         | Nation                                            | Bana                                              | Reaktion                                          | Tid                                               | Kval.                                             | Rekord                                            |
| ------------------------------------------------- | ------------------------------------------------- | ------------------------------------------------- | ------------------------------------------------- | ------------------------------------------------- | ------------------------------------------------- | ------------------------------------------------- | ------------------------------------------------- | ------------------------------------------------- |
| 1                                                 | 3                                                 | Gail Devers                                       | USA                                               | 6                                                 | 0,181 s                                           | 12,77 s                                           | Q                                                 |                                                   |
| 2                                                 | 8T                                                | Linda Ferga                                       | Frankrike                                         | 3                                                 | 0.245 s                                           | 12.88 s                                           | Q                                                 |                                                   |
| 3                                                 | 8T                                                | Brigitte Foster                                   | Jamaica                                           | 5                                                 | 0.189 s                                           | 12.88 s                                           | Q                                                 |                                                   |
| 4                                                 | 11T                                               | Svetlana Lauchova                                 | Ryssland                                          | 4                                                 | 0.155 s                                           | 12.96 s                                           | Q                                                 | SB                                                |
| 5                                                 | 14                                                | Olena Krasovska                                   | Ukraina                                           | 8                                                 | 0.165 s                                           | 13.02 s                                           | q                                                 |                                                   |
| 6                                                 | 15                                                | Svetla Dimitrova                                  | Bulgarien                                         | 7                                                 | 0.182 s                                           | 13.04 s                                           | q                                                 |                                                   |
| 7                                                 | 16T                                               | Angela Atede                                      | Nigeria                                           | 1                                                 | 0.197 s                                           | 13.11 S                                           |                                                   |                                                   |
| 8                                                 | 19                                                | Diane Allahgreen                                  | Storbritannien                                    | 2                                                 | 0.158 s                                           | 13.22 s                                           |                                                   |                                                   |

##### Heat 2 - Totalt
| Omgång 2 Totala resultat | Omgång 2 Totala resultat  | Omgång 2 Totala resultat | Omgång 2 Totala resultat | Omgång 2 Totala resultat | Omgång 2 Totala resultat | Omgång 2 Totala resultat | Omgång 2 Totala resultat | Omgång 2 Totala resultat | Omgång 2 Totala resultat |
| Placering                | Idrottare                 | Nation                   | Heat                     | Bana                     | Placering                | Tid                      | Kval.                    | Rekord                   |                          |
| ------------------------ | ------------------------- | ------------------------ | ------------------------ | ------------------------ | ------------------------ | ------------------------ | ------------------------ | ------------------------ | ------------------------ |
| 1                        | Olga Sjisjigina           | Kazakstan                | 2                        | 4                        | 1                        | 12,66 s                  | Q                        |                          |                          |
| 2                        | Melissa Morrison          | USA                      | 1                        | 3                        | 1                        | 12.76 s                  | Q                        |                          |                          |
| 3                        | Gail Devers               | USA                      | 3                        | 6                        | 1                        | 12.77 s                  | Q                        |                          |                          |
| 4                        | Sharon Couch              | USA                      | 2                        | 5                        | 2                        | 12.78 s                  | Q                        |                          |                          |
| 5                        | Nicole Ramalalanirina     | Frankrike                | 2                        | 3                        | 3                        | 12.79 s                  | Q                        |                          |                          |
| 6                        | Delloreen Ennis-London    | Jamaica                  | 2                        | 6                        | 4                        | 12.80 s                  | Q                        |                          |                          |
| 7                        | Glory Alozie              | Nigeria                  | 1                        | 6                        | 2                        | 12.84 s                  | Q                        |                          |                          |
| 8                        | Linda Ferga               | Frankrike                | 3                        | 3                        | 2                        | 12.88 s                  | Q                        |                          |                          |
| 8                        | Brigitte Foster           | Jamaica                  | 3                        | 5                        | 3                        | 12.88 s                  | Q                        |                          |                          |
| 10                       | Aliuska López             | Kuba                     | 1                        | 4                        | 3                        | 12.92 s                  | Q                        |                          |                          |
| 11                       | Svetlana Lauchova         | Ryssland                 | 3                        | 4                        | 4                        | 12.96 s                  | Q                        | SB                       |                          |
| 11                       | Natalja Sjechodanova      | Ryssland                 | 1                        | 7                        | 4                        | 12.96 s                  | Q                        |                          |                          |
| 11                       | Trecia Roberts            | Thailand                 | 2                        | 1                        | 5                        | 12.96 s                  | q                        | SB                       |                          |
| 14                       | Olena Krasovska           | Ukraina                  | 3                        | 8                        | 5                        | 13.02 s                  | q                        |                          |                          |
| 15                       | Svetla Dimitrova          | Bulgarien                | 3                        | 7                        | 6                        | 13.04 s                  | q                        |                          |                          |
| 16                       | Yvonne Kanazawa           | Japan                    | 2                        | 2                        | 6                        | 13.11 s                  | q                        |                          |                          |
| 16                       | Angela Atede              | Nigeria                  | 3                        | 1                        | 7                        | 13.11 s                  |                          |                          |                          |
| 18                       | Sriyani Kulawansa Fonseka | Sri Lanka                | 2                        | 7                        | 7                        | 13.19 s                  |                          |                          |                          |
| 19                       | Diane Allahgreen          | Storbritannien           | 3                        | 2                        | 8                        | 13.22 s                  |                          |                          |                          |
| 20                       | Nadine Faustin            | Haiti                    | 1                        | 1                        | 5                        | 13.25 s                  |                          |                          |                          |
| 21                       | Patricia Girard           | Frankrike                | 1                        | 8                        | 6                        | 13.43 s                  |                          |                          |                          |
| 22                       | Michelle Freeman          | Jamaica                  | 1                        | 2                        | 7                        | 13.52 s                  |                          |                          |                          |
|                          | Katie Anderson            | Kanada                   | 1                        | 5                        |                          | DNF                      |                          |                          |                          |
|                          | Julija Graudin            | Ryssland                 | 2                        | 8                        |                          | DNF                      |                          |                          |                          |

#### Semifinaler
| Heat 1 av 2 Datum: Onsdagen den 27 september 2000 | Heat 1 av 2 Datum: Onsdagen den 27 september 2000 | Heat 1 av 2 Datum: Onsdagen den 27 september 2000 | Heat 1 av 2 Datum: Onsdagen den 27 september 2000 | Heat 1 av 2 Datum: Onsdagen den 27 september 2000 | Heat 1 av 2 Datum: Onsdagen den 27 september 2000 | Heat 1 av 2 Datum: Onsdagen den 27 september 2000 | Heat 1 av 2 Datum: Onsdagen den 27 september 2000 | Heat 1 av 2 Datum: Onsdagen den 27 september 2000 |
| Placering                                         | Placering                                         | Idrottare                                         | Nation                                            | Bana                                              | Reaktion                                          | Tid                                               | Kval.                                             | Rekord                                            |
| Heat                                              | Totalt                                            | Idrottare                                         | Nation                                            | Bana                                              | Reaktion                                          | Tid                                               | Kval.                                             | Rekord                                            |
| ------------------------------------------------- | ------------------------------------------------- | ------------------------------------------------- | ------------------------------------------------- | ------------------------------------------------- | ------------------------------------------------- | ------------------------------------------------- | ------------------------------------------------- | ------------------------------------------------- |
| 1                                                 | 4                                                 | Nicole Ramalalanirina                             | Frankrike                                         | 6                                                 | 0,177 s                                           | 12,77 s                                           | Q                                                 |                                                   |
| 2                                                 | 5                                                 | Melissa Morrison                                  | USA                                               | 3                                                 | 0.201 s                                           | 12.84 s                                           | Q                                                 |                                                   |
| 3                                                 | 6                                                 | Linda Ferga                                       | Frankrike                                         | 4                                                 | 0.229 s                                           | 12.87 s                                           | Q                                                 |                                                   |
| 4                                                 | 7T                                                | Delloreen Ennis-London                            | Jamaica                                           | 2                                                 | 0.166 s                                           | 12.90 s                                           | Q                                                 |                                                   |
| 5                                                 | 9                                                 | Natalja Sjechodanova                              | Ryssland                                          | 7                                                 | 0.214 s                                           | 12.92 s                                           |                                                   |                                                   |
| 6                                                 | 10T                                               | Svetla Dimitrova                                  | Bulgarien                                         | 1                                                 | 0.197 s                                           | 12.95 s                                           |                                                   |                                                   |
| 7                                                 | 13                                                | Olena Krasovska                                   | Ukraina                                           | 8                                                 | 0.160 s                                           | 13.02 s                                           |                                                   |                                                   |
|                                                   |                                                   | Gail Devers                                       | USA                                               | 5                                                 | 0.213 s                                           | DNF                                               |                                                   |                                                   |

| Heat 2 av 2 Datum: Onsdagen den 27 september 2000 | Heat 2 av 2 Datum: Onsdagen den 27 september 2000 | Heat 2 av 2 Datum: Onsdagen den 27 september 2000 | Heat 2 av 2 Datum: Onsdagen den 27 september 2000 | Heat 2 av 2 Datum: Onsdagen den 27 september 2000 | Heat 2 av 2 Datum: Onsdagen den 27 september 2000 | Heat 2 av 2 Datum: Onsdagen den 27 september 2000 | Heat 2 av 2 Datum: Onsdagen den 27 september 2000 | Heat 2 av 2 Datum: Onsdagen den 27 september 2000 |
| Placering                                         | Placering                                         | Idrottare                                         | Nation                                            | Bana                                              | Reaktion                                          | Tid                                               | Kval.                                             | Rekord                                            |
| Heat                                              | Totalt                                            | Idrottare                                         | Nation                                            | Bana                                              | Reaktion                                          | Tid                                               | Kval.                                             | Rekord                                            |
| ------------------------------------------------- | ------------------------------------------------- | ------------------------------------------------- | ------------------------------------------------- | ------------------------------------------------- | ------------------------------------------------- | ------------------------------------------------- | ------------------------------------------------- | ------------------------------------------------- |
| 1                                                 | 1                                                 | Glory Alozie                                      | Nigeria                                           | 5                                                 | 0,241 s                                           | 12,68 s                                           | Q                                                 |                                                   |
| 2                                                 | 2                                                 | Brigitte Foster                                   | Jamaica                                           | 3                                                 | 0.205 s                                           | 12.70 s                                           | Q                                                 | PB                                                |
| 3                                                 | 3                                                 | Olga Sjisjigina                                   | Kazakstan                                         | 6                                                 | 0.206 s                                           | 12.71 s                                           | Q                                                 |                                                   |
| 4                                                 | 7T                                                | Aliuska López                                     | Kuba                                              | 2                                                 | 0.185 s                                           | 12.90 s                                           | Q                                                 |                                                   |
| 5                                                 | 10T                                               | Svetlana Lauchova                                 | Ryssland                                          | 1                                                 | 0.169 s                                           | 12.95 s                                           |                                                   | SB                                                |
| 6                                                 | 12                                                | Sharon Couch                                      | USA                                               | 4                                                 | 0.177 s                                           | 13.00 s                                           |                                                   |                                                   |
| 7                                                 | 14                                                | Trecia Roberts                                    | Thailand                                          | 8                                                 | 0.225 s                                           | 13.15 s                                           |                                                   |                                                   |
| 8                                                 | 15                                                | Yvonne Kanazawa                                   | Japan                                             | 7                                                 | 0.202 s                                           | 13.16 s                                           |                                                   |                                                   |

##### Semifinaler - Totalt
| Semi-Finals Overall Results | Semi-Finals Overall Results | Semi-Finals Overall Results | Semi-Finals Overall Results | Semi-Finals Overall Results | Semi-Finals Overall Results | Semi-Finals Overall Results | Semi-Finals Overall Results | Semi-Finals Overall Results | Semi-Finals Overall Results |
| Place                       | Athlete                     | Nation                      | Heat                        | Lane                        | Place                       | Time                        | Qual.                       | Record                      |                             |
| --------------------------- | --------------------------- | --------------------------- | --------------------------- | --------------------------- | --------------------------- | --------------------------- | --------------------------- | --------------------------- | --------------------------- |
| 1                           | Glory Alozie                | Nigeria                     | 2                           | 5                           | 1                           | 12,68 s                     | Q                           |                             |                             |
| 2                           | Brigitte Foster             | Jamaica                     | 2                           | 3                           | 2                           | 12.70 s                     | Q                           | PB                          |                             |
| 3                           | Olga Sjisjigina             | Kazakstan                   | 2                           | 6                           | 3                           | 12.71 s                     | Q                           |                             |                             |
| 4                           | Nicole Ramalalanirina       | Frankrike                   | 1                           | 6                           | 1                           | 12.77 s                     | Q                           |                             |                             |
| 5                           | Melissa Morrison            | USA                         | 1                           | 3                           | 2                           | 12.84 s                     | Q                           |                             |                             |
| 6                           | Linda Ferga                 | Frankrike                   | 1                           | 4                           | 3                           | 12.87 s                     | Q                           |                             |                             |
| 7                           | Delloreen Ennis-London      | Jamaica                     | 1                           | 2                           | 4                           | 12.90 s                     | Q                           |                             |                             |
| 7                           | Aliuska López               | Kuba                        | 2                           | 2                           | 4                           | 12.90 s                     | Q                           |                             |                             |
| 9                           | Natalja Sjechodanova        | Ryssland                    | 1                           | 7                           | 5                           | 12.92 s                     |                             |                             |                             |
| 10                          | Svetla Dimitrova            | Bulgarien                   | 1                           | 1                           | 6                           | 12.95 s                     |                             |                             |                             |
| 10                          | Svetlana Lauchova           | Ryssland                    | 2                           | 1                           | 5                           | 12.95 s                     |                             | SB                          |                             |
| 12                          | Sharon Couch                | USA                         | 2                           | 4                           | 6                           | 13.00 s                     |                             |                             |                             |
| 13                          | Olena Krasovska             | Ukraina                     | 1                           | 8                           | 7                           | 13.02 s                     |                             |                             |                             |
| 14                          | Trecia Roberts              | Thailand                    | 2                           | 8                           | 7                           | 13.15 s                     |                             |                             |                             |
| 15                          | Yvonne Kanazawa             | Japan                       | 2                           | 7                           | 8                           | 13.16 s                     |                             |                             |                             |
|                             | Gail Devers                 | USA                         | 1                           | 5                           |                             | DNF                         |                             |                             |                             |

### Final
| 1 | Olga Sjisjigina        | Kazakstan | 7 | 0,237 s | 12,65 s |  |
| 2 | Glory Alozie           | Nigeria   | 3 | 0,217 s | 12,68 s |  |
| 3 | Melissa Morrison       | USA       | 6 | 0,180 s | 12,76 s |  |
| 4 | Delloreen Ennis-London | Jamaica   | 8 | 0,156 s | 12,80 s |  |
| 5 | Aliuska López          | Kuba      | 1 | 0,179 s | 12,83 s |  |
| 6 | Nicole Ramalalanirina  | Frankrike | 4 | 0,194 s | 12,91 s |  |
| 7 | Linda Ferga            | Frankrike | 2 | 0,294 s | 13,11 s |  |
| 8 | Brigitte Foster        | Jamaica   | 5 | 0,217 s | 13,49 s |  |